# Bauch Beine Po
Bauch Beine Po è un singolo della rapper tedesca Shirin David, pubblicato il 25 luglio 2024 come primo estratto dal terzo album in studio Schlau aber blond.

## Video musicale
Il video, diretto da Julia & Vincent, è stato reso disponibile attraverso il canale YouTube dell'artista all'indomani dell'uscita del brano.

## Tracce
Testi di Shirin David, Bozza, Giuseppe di Agosta, Laas e Sergen Horoz, musiche di Shirin David e The Cratez.
1. Bauch Beine Po – 2:13

## Formazione
- Shirin David – voce, produzione
- The Cratez – produzione
- Yunus 'Kingsize' Cimen – mastering, missaggio

## Successo commerciale
Bauch Beine Po è diventato il tormentone estivo dell'anno secondo la GfK. Ha anche segnato la sua settima numero uno nelle Offizielle Deutsche Charts, superando Loredana (6) e infrangendo il primato del maggior numero di hit in vetta alla classifica per una donna.

## Classifiche

### Classifiche settimanali
| Classifica (2024) | Posizione massima |
| ----------------- | ----------------- |
| Austria           | 1                 |
| Germania          | 1                 |
| Lussemburgo       | 25                |
| Svizzera          | 3                 |

### Classifiche di fine anno
| Classifica (2024) | Posizione |
| ----------------- | --------- |
| Austria           | 23        |
| Germania          | 15        |
| Svizzera          | 70        |